# Lali (Humla)
Lali (nep. लाली) – gaun wikas samiti w zachodniej części Nepalu w strefie Karnali w dystrykcie Humla. Według nepalskiego spisu powszechnego z 2011 roku liczył on 305 gospodarstw domowych i 1575 mieszkańców (804 kobiety i 771 mężczyzn).